# Deuterocanònic

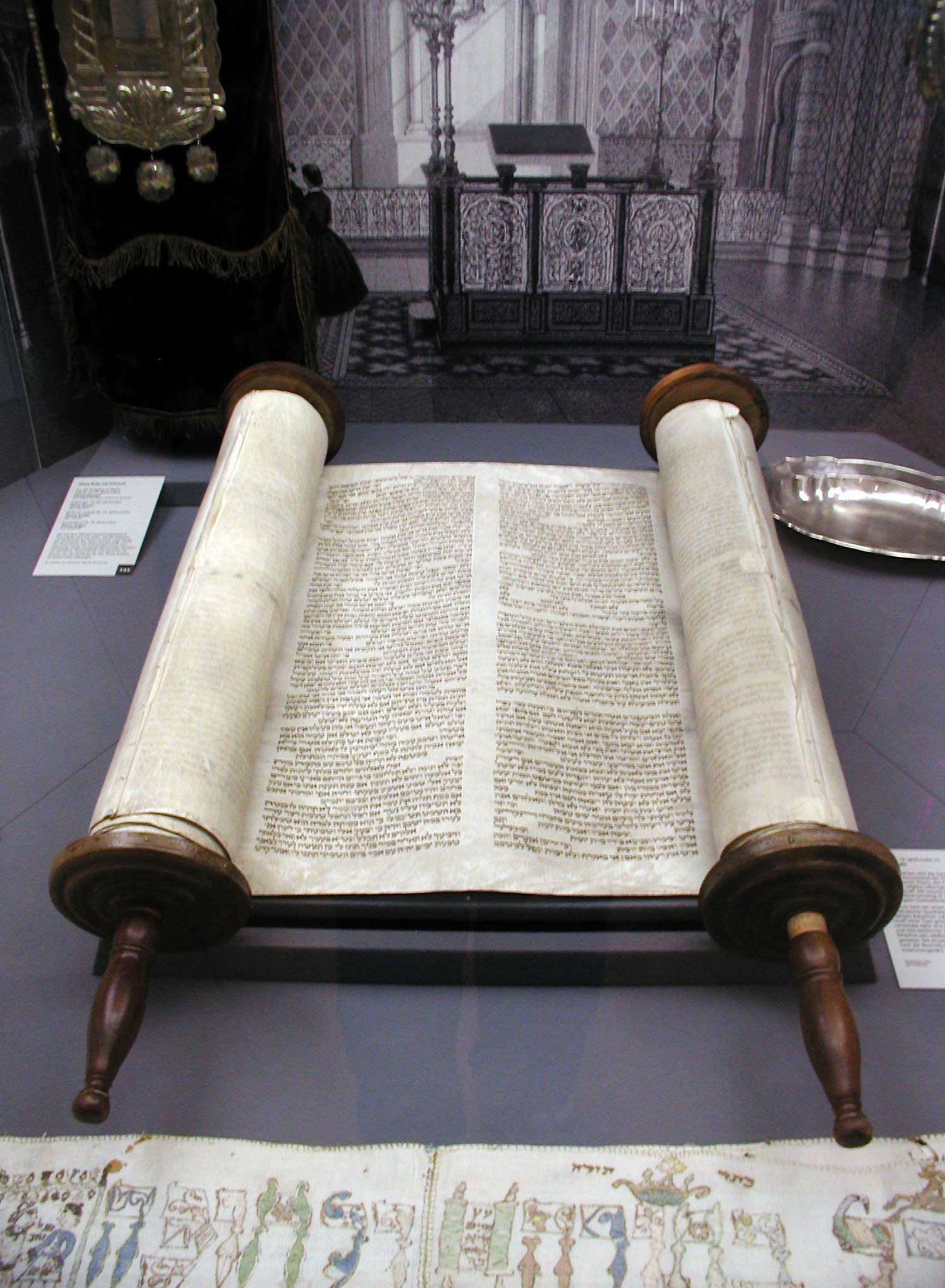
Rotllo d'una Torà a una Sinagoga.

Els Llibres Deuterocanònics són set llibres de l'Antic Testament que foren afegits a la Tanakh en la seva versió grega (Cànon d'Alexandria) per un grup de mestres jueus (Bíblia dels Setanta), encara que no formaven part del cànon original. Aquests llibres tampoc no van formar part del primer cànon cristià de les escriptures del segle iii.
Al llarg de l'edat mitjana, l'Església Catòlica i l'Església Ortodoxa van acceptar de facto aquests llibres. El segle xvi, els protestants s'oposaven a acceptar l'autoritat divina d'aquests llibres durant la Reforma, i no els van incloure en les traduccions de la Bíblia a les llengües del poble. L'Església Catòlica va declarar, aleshores, l'autoritat i la inspiració divina d'aquests llibres i els va incorporar al cànon. Per això, s'anomenen llibres deuterocanònics, que en grec vol dir "segon cànon".
Els llibres deuterocanònics són:
- Llibre de Tobies
- Llibre de Judit
- Addicions gregues al Llibre d'Ester
- Addicions en grec al Llibre de Daniel
- Llibre primer dels Macabeus
- Llibre segon dels Macabeus
- Llibre de la Saviesa
- Siràcida
- Llibre de Baruc

La majoria dels jueus no accepten els llibres deuterocanònics com inspirats, i segueixen el Cànon de Palestina.
L'Església Catòlica els accepta com inspirats. En canvi, les Esglésies protestans optaren per refusar la inclusió en la Bíblia d'aquests llibres deuterocanònics, i els consideren apòcrifs. En contrast les Esglésies ortodoxes i orientals inclouen en el cànon de la Bíblia d'altres deuterocanònics, com 3 i 4 Macabeus, 3 i 4 Esdras i l'Oració de Manases, que estaven en alguns còdexs de la Septuaginta, que també portaven els Salms de Salomó. L'Església Etíop accepta com deuterocanònic bíblic el Llibre d'Henoc.